# Neochera dominia
Neochera dominia es una especie de lepidópteros de la familia  Erebidae. se encuentra desde los trópicos de la India a Queensland y las  islas Salomón.
Tiene una envergadura de unos 60 mm.
Las larvas se alimentan de especies de Marsdenia.

## Subespecies
- Neochera dominia affinis (Indonesia, Papua Nueva Guinea)
- Neochera dominia basilissa (Australia, Indonesia)
- Neochera dominia butleri (China, India, Indonesia, Malasia, Birmania, Nepal, Filipinas, Sikkim, Tailandia, norte de Vietnam)
- Neochera dominia contraria (Vanuatu)
- Neochera dominia dominia (India, Indonesia)
- Neochera dominia eugenia (Indonesia, Papua Nueva Guinea y Filipinas)
- Neochera dominia fumosa (Indonesia)
- Neochera dominia fuscipennis (Papua Nueva Guinea)
- Neochera dominia heliconides (Sumbawa, Filipinas: Palawan, Luzón, Negros)
- Neochera dominia herpa (Indonesia)
- Neochera dominia javana (Indonesia)
- Neochera dominia papuana (Indonesia y Papua Nueva Guinea)
- Neochera dominia proxima (Indonesia: Java y Timor, Papua Nueva Guinea)
- Neochera dominia stibostethia (Buru)